# Festival de Prague des écrivains
Le festival de Prague des écrivains (anglais : Prague Writers' Festival, tchèque : Festival spisovatelů Praha) est un des plus vivants évènements culturel de Prague, et un des plus importants évènements littéraires d’Europe.
Au cours des années, le festival a acquis une reconnaissance internationale. En 2005, il a même eu une brève apparition à Vienne (Festival de Vienne des écrivains) et en 2013 le festival fut délocalisé à Pittsburgh (USA). Il aspire à faire des incursions à New York, Athènes et Paris. Il bénéficie d’une considérable couverture médiatique à Prague, et est retransmis simultanément sur internet. Chaque année plusieurs écrivains reconnus mondialement sont présentés au public praguois. C’est ainsi qu’au cours des années il a vu passer des auteurs comme : Yves Bonnefoy, Michel Houellebecq, Salman Rushdie, Paul Auster, John Irving, Harold Pinter… 

## Histoire
Le Festival a commencé en 1980, à Keats House à Londres, par des lectures d’écrivains d’Europe centrale et orientale, menées avec le soutien du journal Index on Censorship. 
Le festival était organisé par Michael March qui, en 1991, décida de déplacer le festival à Prague, pour devenir un lieu d’expression d’écrivains tchèques opposés au régime communiste. 
Au cours du festival des écrivains comme Josef Škvorecký, Ludvík Vaculík, Ivan Klíma, Eva Kantůrková ou autres ont discuté de sujet comme "Divorce entre politique et culture", "

## Activités
Le principal partenaire du festival est le journal anglais de centre-gauche The Guardian, qui ouvre régulièrement ses pages culture aux évènements et informations provenant du festival. Le festival peut être suivi n’importe où dans le monde grâce à internet : les évènements sont retransmis en streaming, et archivés sur le site internet. Le festival dure une semaine dont le déroulement classique est le suivant : la journée est composée de rencontres d’écrivains débattant sur un sujet, et le soir des lectures publiques ont lieu. En parallèle, tout au long de l’année, ont lieu diverses manifestations comme des concerts, des interviews ou des expositions. Tous les évènements sont traduits simultanément en tchèque et anglais, et occasionnellement en d’autres langues selon les écrivains. 
Il joue aussi un rôle éducatif, notamment par des coopérations étroites avec les universités de Prague comme l’université Charles, l’université Masaryk et l’école de journalisme de Prague.
Pour son édition de 2009, le festival a accueilli notamment : le prix Nobel Gao Xingjian, les poètes Adonis et Anne Waldman, ou encore l’écrivain de science fiction Iain Banks.